# Електромагнетно поље
Електромагнетно поље је физичко поље које изазивају наелектрисана тела. Оно утиче на понашање наелектрисаних тела у близини поља. Електромагнетно поље се простире бесконачно у простору и описује електромагнетску интеракцију. Ово поље је једно од четири основних сила природе (преостала су гравитација, слаба сила и јака сила). Поље се преноси електромагнетским зрачењем. По поретку раста енергије (смањења таласне дужине) електромагнетно зрачење обухвата: радио таласе, микроталасе, инфрацрвено зрачење, видљиву светлост, ултраљубичасто зрачење, икс зраке и гама зраке.
Електромагнетно поље се може посматрати као резултанта електричног и магнетног поља. Електрично поље изазивају наелектрисања која мирују, а магнетно поље кретање наелектрисања (електрична струја). Стационарна и покретна наелектрисања се често описују као извори електромагнетног поља. Начин на који наелектрисања и електрична струја утичу на електромагнетно поље је описан Максвелом једначинама и Лоренцовим законом.

## Поље на великим растојањима
У апроксимацији када посматрамо поље на великим растојањима, да би се добиле све информације о електричном и магнетном пољу није потребно знати и ротор и дивергенцију поља, довољно је знати само векторски потенцијал, тј. ротор електромагнетног поља. Електрично и магнетно поље на великим растојањима се понашају као {\displaystyle {\frac {1}{r}}}, а одређени су са електричним диполним моментом система наелектрисаних честица. Сферни талас емитован од система наелектрисања се на великим растојањима апроксимира равним таласом.

## Структуре
Електромагнетно поље се може посматрати на два различита начина: континуирана структура или дискретна структура.

### Континуирана структура
Класично, сматра се да електрична и магнетна поља настају глатким покретима наелектрисаних објеката. На пример, осцилирајућа наелектрисања производе варијације у електричним и магнетним пољима која се могу посматрати на 'гладак', континуирани, таласаст начин. У овом случају, енергија се посматра као да се непрекидно преноси кроз електромагнетно поље између било које две локације. На пример, изгледа се да атоми метала у радио предајнику непрекидно преносе енергију. Ово гледиште је у извесној мери корисно (зрачење ниске фреквенције), међутим, проблеми се јављају на високим фреквенцијама (погледајте ултраљубичасту катастрофу).

### Дискретна структура
О електромагнетном пољу се може размишљати на 'грубљи' начин. Експерименти откривају да се у неким околностима пренос електромагнетне енергије боље описује као пренос у облику пакета који се називају кванти са фиксном фреквенцијом. Планкова релација повезује енергију фотона E са његовом фреквенцијом f путем једначине:
{\displaystyle E=\,hf}
где је h Планкова константа, а f фреквенција фотона. Иако савремена квантна оптика указује да постоји и полукласично објашњење фотоелектричног ефекта – емисија електрона са металних површина подвргнутих електромагнетном зрачењу – фотон је историјски (иако не стриктно нужно) кориштен за објашњење одређених запажања. Утврђено је да повећање интензитета упадног зрачења (све док је једно у линеарном режиму) повећава само број избачених електрона и готово да нема утицаја на дистрибуцију енергије њиховог избацивања. Само фреквенција зрачења је релевантна за енергију избачених електрона.
Ова квантна слика електромагнетног поља (које га третира као аналогно хармонијским осцилаторима) показала се веома успешном, што је довело до квантне електродинамике, квантне теорије поља која описује интеракцију електромагнетног зрачења са наелектрисаном материјом. То је такође омогућило настанак квантне оптике, која се разликује од квантне електродинамике по томе што се сама материја моделује коришћењем квантне механике, а не квантне теорије поља.

## Динамика
У прошлости се сматрало да електрично наелектрисани објекти производе два различита, неповезана типа поља повезана са њиховим својством наелектрисања. Електрично поље се производи када је наелектрисање стационарно у односу на посматрача који мери својства наелектрисања, а магнетно поље као и електрично поље настаје када се наелектрисање креће, стварајући електричну струју у односу на овог посматрача. Временом се схватило да је електрично и магнетно поље боље посматрати као два дела веће целине — електромагнетно поље. Све до 1820. године, када је дански физичар Ханс Кристијан Ерстед показао утицај електричне струје на иглу компаса, електрицитет и магнетизам су посматрани као неповезани феномени. Године 1831, Мајкл Фарадеј је направио фундаментално запажање да временски променљива магнетна поља могу да индукују електричне струје, а затим је, 1864, Џејмс Клерк Максвел објавио свој чувени рад „Динамична теорија електромагнетног поља”.
Једном када је ово електромагнетно поље произведено из дате дистрибуције наелектрисања, други наелектрисани или магнетизовани објекти у овом пољу могу искусити силу. Ако су ова друга наелектрисања и струје упоредиве по величини са изворима који производе горе наведено електромагнетно поље, онда ће се произвести ново нето електромагнетно поље. Дакле, електромагнетно поље се може посматрати као динамички ентитет који изазива кретање других наелектрисања и струја, и на које оне такође утичу. Ове интеракције су описане Максвеловим једначинама и Лоренцовим законом сила. Ова дискусија игнорише силу реакције зрачења.

## Повратна петља
Понашање електромагнетног поља може се поделити на четири различита дела петље:
- електрична и магнетна поља настају покретањем електричног наелектрисања,
- електрично и магнетно поље међусобно делују,
- електрично и магнетно поље производе силе на електрична наелектрисања,
- електрична наелектрисања се крећу у простору.

Често се погрешно схвата је да (a) квантна поља делују на исти начин као (b) наелектрисане честице, као што су електрони, које стварају поља. У нашем свакодневном свету, електрони путују споро кроз проводнике са брзином померања од делића центиметра (или инча) у секунди и кроз вакуумску цев брзином од око једне хиљаде km/s, док се поља шире брзином светлости, отприлике 300 хиљада километара (или 186 хиљада миља) у секунди. Однос брзина између наелектрисаних честица у проводнику и кванта поља је реда један на милион. Максвелове једначине повезују (а) присуство и кретање наелектрисаних честица са (б) стварањем поља. Та поља тада могу утицати на силу, а затим могу померати друге споро покретне наелектрисане честице.

## Математички опис
Постоје различити математички начини представљања електромагнетног поља. Први посматра електрична и магнетна поља као тродимензионална векторска поља. Свако од ових векторских поља има дефинисану вредност у свакој тачки простора и времена и стога се често посматрају као функције просторних и временских координата. Као таква, често се пишу као E(x, y, z, t) (електрично поље) и B(x, y, z, t) (магнетно поље).
Ако је само електрично поље различито од нуле и константно у времену, за поље се каже да је електростатичко поље. Слично, ако је само магнетно поље различито од нуле и константно је у времену, за поље се каже да је магнетостатичко поље. Међутим, ако било електрично или магнетно поље има временску зависност, онда се оба поља морају посматрати заједно као спрегнуто електромагнетно поље користећи Максвелове једначине.
Са појавом специјалне релативности, физички закони су постали подложни формализму тензора. Максвелове једначине се могу написати у тензорском облику, што физичари генерално посматрају као елегантније средство за изражавање физичких закона.
Понашање електричних и магнетних поља, било у случајевима електростатике, магнетостатике или електродинамике (електромагнетна поља), је регулисано Максвеловим једначинама. У формализму векторског поља, то су:
{\displaystyle \nabla \cdot \mathbf {E} ={\frac {\rho }{\varepsilon _{0}}}} (Гаусов закон)
{\displaystyle \nabla \cdot \mathbf {B} =0} (Гаусов закон магнетизма)
{\displaystyle \nabla \times \mathbf {E} =-{\frac {\partial \mathbf {B} }{\partial t}}} (Фарадејев закон електромагнетске индукције)
{\displaystyle \nabla \times \mathbf {B} =\mu _{0}\mathbf {J} +\mu _{0}\varepsilon _{0}{\frac {\partial \mathbf {E} }{\partial t}}} (Максвел–Амперов закон)
где је {\displaystyle \rho } густина наелектрисања, што може (и често зависи) од времена и положаја, {\displaystyle \epsilon _{0}} је пермитивност слободног простора, {\displaystyle \mu _{0}} је пермеабилност слободног простора, а J је вектор густине струје, такође функција времена и положаја. Горе коришћене јединице су стандардне СИ јединице. Унутар линеарног материјала, Максвелове једначине се мењају мењањем пермеабилности и пермитивности слободног простора са пропустљивошћу и пермитивношћу дотичног линеарног материјала. Унутар других материјала који поседују сложеније одговоре на електромагнетна поља, ови термини су често представљени комплексним бројевима, или тензорима.
Лоренцов закон силе управља интеракцијом електромагнетног поља са наелектрисаном материјом.
Када поље прелази у различите медије, својства поља се мењају у складу са различитим граничним условима. Ове једначине су изведене из Максвелових једначина. Тангенцијалне компоненте електричног и магнетног поља како се односе на границу два медија су следеће:
{\displaystyle \mathbf {E} _{1}=\mathbf {E} _{2}}
{\displaystyle \mathbf {H} _{1}=\mathbf {H} _{2}} (без струје)
{\displaystyle \mathbf {D} _{1}=\mathbf {D} _{2}} (без наелектрисања)
{\displaystyle \mathbf {B} _{1}=\mathbf {B} _{2}}
Угао преламања електричног поља између медија је повезан са пермитивношћу {\displaystyle (\varepsilon )} сваке средине:
{\displaystyle {\frac {\tan \theta _{1}}{\tan \theta _{2}}}={\frac {\varepsilon _{r2}}{\varepsilon _{r1}}}}
Угао преламања магнетног поља између медија је повезан са пермеабилности {\displaystyle (\mu )} сваког медијума:
{\displaystyle {\frac {\tan \theta _{1}}{\tan \theta _{2}}}={\frac {\mu _{r2}}{\mu _{r1}}}}